# Epibryon notabile
Epibryon notabile är en svampart som beskrevs av Döbbeler 1978. Epibryon notabile ingår i släktet Epibryon och familjen Pseudoperisporiaceae.   Inga underarter finns listade i Catalogue of Life.